# Brotogeris
Genre
Le genre Brotogeris regroupe huit espèces de touïs, des petits perroquets américains apparentés aux aras et amazones. Ils sont granivores et frugivores.

## Description
Ce genre regroupe des perruches de petite taille (16 à 23 cm de longueur selon les espèces), aux ailes courtes et pointues et à la queue modérément longue et pointue. Les battements d'ailes sont papillonnants. Ces oiseaux émettent des cris plutôt aigus et grinçants.

## Liste des espèces
Selon la classification de référence du Congrès ornithologique international (15.1, 2025) (ordre phylogénique) :
- Brotogeris sanctithomae – Toui à front d'or
- Brotogeris tirica – Toui tirica
- Brotogeris versicolurus – Toui à ailes variées
- Brotogeris chiriri – Toui à ailes jaunes
- Brotogeris pyrrhoptera – Toui flamboyant
- Brotogeris jugularis – Toui à menton d'or
- Brotogeris cyanoptera – Toui de Deville
- Brotogeris chrysoptera – Toui para